# 張經 (正德丁丑進士)
張經（1492年—1555年），字廷彝，號半洲，福建侯官縣（今福建福州市）洪塘鄉人，明朝中期政治人物，正德丁丑進士，嘉靖時官至南京兵部尚書。因得罪嚴嵩、趙文華、胡宗憲等，遭明世宗以“抗倭不力”處死。著有《半洲詩集》傳世。穆宗時追諡襄愍。

## 生平
張經出身贫寒，其高祖父曾随母改蔡姓，正德十一年（1516年）丙子科福建乡试位列第十九名，正德十二年（1517年）聯捷丁丑科会试第三百七名，三甲六十四名進士，任浙江嘉興縣知縣。丁继母謝氏憂去职。
嘉靖四年（1525年）三月，入京任吏科給事中，曾上疏劾罷納賄的兵部尚書金獻民、匿災不報的河南巡撫潘塤，並請裁撤为害百姓的錦衣衛，为嘉靖帝所采纳。六年五月升礼科右，七年四月升吏科左，六月升户科都给事中。十一年三月升太仆寺少卿，十二月升大理寺右少卿，十四年三月升都察院左佥都御史、巡抚山东，十五年十一月以原职协理院事，十六年（1537年）五月升右副都御史，数日後升兵部右侍郎兼左佥都御史、提督兩廣軍務兼巡抚，令立即赴任，主持征讨侵边的安南莫登庸政權，大获全胜。十八年闰七月，率军平定广西断藤峡弩滩诸巢贼，以功升左侍郎兼右副都御史，仍加俸一级。二十一年五月，再以剿平琼州府黎贼军功，升兵部尚書銜，二十三年父喪守制离任。
嘉靖二十五年三月，起总督陕西三边军务，不久被论劾而罢。同年復張姓。三十年四月起用为户部尚书、总督仓场督理西苑农事，丁忧归。三十二年八月服阕，起复南京户部尚书，十月改南京兵部尚书、参赞机务。
三十三年（1554年），倭寇大肆襲擾中國东部沿海各州县，明廷以南京兵部尚書張經總督江南、江北、浙江、福建、山東、湖廣諸軍讨贼；張經以倭寇势众，且勇猛桀黠，未敢轻敌，每日选将练兵，以为万全，并积极徵調广西壮族“狼兵”作为精锐。倭寇肆虐，东南百姓民怨沸腾，明世宗以张经动员缓慢，怒命其限期進兵，並派兵部侍郎趙文華至浙督師，催張出兵。趙文華是嚴嵩黨人，向張經索賄白銀二萬兩，張經不理。趙文華大怒，指示黨羽胡宗憲疏劾張經「糜餉殃民，畏賊失機」。
嘉靖三十四年（1555年）四月二十日，張經指挥總兵俞大猷及參將盧鏜、湯克寬等，率水陸軍聯合进擊。湯克寬统水師于中路突擊，俞大猷、盧鏜等将则前後夾擊，经多日血战，终在石塘灣、川沙洼（今上海川沙附近）、王江涇（今嘉興市北州里）獲大勝，毙倭寇一千九百餘人，俘獲五千，史稱“王江涇大捷”，为东南抗倭以来的第一场大胜 。
此時，明世宗卻听信朝中人士的指控，以“抗倭不力”的罪名，遣錦衣衛逮捕張經。《明史》記載嚴嵩授意刑部尚書何鰲，將張經、李天寵擬定死罪，“（严）嵩皆有力焉。”，十月初一，張經與湯克寬、李天寵、楊繼盛等同被斬於西市。时人多为其鸣冤。王世贞指出，张经之死与徐阶有很大关系。
趙文華將破倭之功據為已有，至於胡宗憲則連升三級，本職由正七品的監察御史一跳而成為正四品的右僉都御史。
明穆宗隆慶六年（1572年），張經之孫張懋爵上疏鳴冤，朝廷復其官職，諡襄愍。

## 家族
高祖张容，幼孤，母亲蔡氏带回娘家撫養，遂改姓蔡。曾祖蔡珠。祖父蔡鍾，字守和，號節斋。父蔡海（1470年-1543年），字德涵，别號西峯。前母林氏；母鄭氏；继母劉氏。重庆下。弟綸、綱。

## 延伸阅读
Module:Wikisource_further_reading第46行Lua错误：attempt to concatenate local 'id' (a nil value)
| 官衔          | 官衔                               | 官衔        |
| ------------- | ---------------------------------- | ----------- |
| 前任： 林茂竹 | 明朝嘉兴县知县 正德十三年-嘉靖四年 | 繼任： 龍欽 |